# Illustration de fantasy et de féerie en France

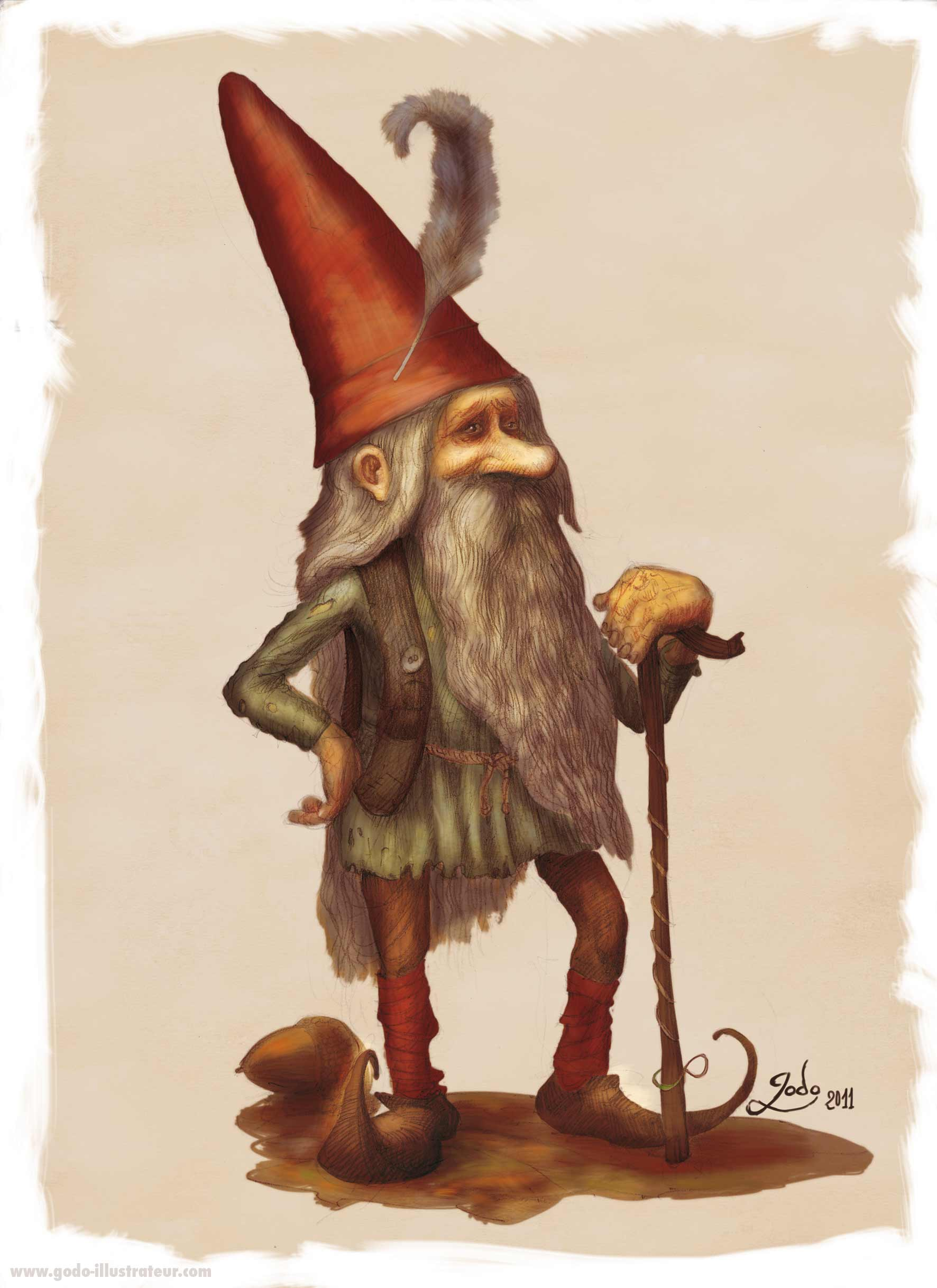
Un lutin au chapeau rouge typique, réalisation par Godo en octobre 2011, technique mixte crayon et tablette graphique.

 (février 2013).
Si vous disposez d'ouvrages ou d'articles de référence ou si vous connaissez des sites web de qualité traitant du thème abordé ici, merci de compléter l'article en donnant les références utiles à sa vérifiabilité et en les liant à la section « Notes et références ».
L'illustration de fantasy et de féerie en France est désormais très populaire, mais restée longtemps ignorée, contrairement aux États-Unis. Les illustrateurs les plus connus sont Olivier Ledroit et Didier Graffet.[réf. nécessaire] Depuis les années 2000, plusieurs illustrateurs français se sont spécialisés dans la féerie, mais aussi dans le domaine des mythes et des légendes, notamment grâce à l'ouverture de maisons d'édition, de collections et de galeries spécialisées, telles Au Bord des Continents (qui édite notamment Séverine Pineaux) et l£entreprise Daniel Maghen, qui possède à la fois une galerie et une maison d'édition, proposant notamment des œuvres de Jean-Baptiste Monge.

## Histoire
En France, l'illustration de fantasy est longtemps restée un genre très mineur, lié à quelques couvertures de livres et au jeu de rôle. Depuis les années 2000 et grâce notamment au succès grand public de Harry Potter et des films du Seigneur des anneaux, le genre se popularise puis les festivals (Trolls et Légendes, Les Imaginales, Zone Franche, etc.), collections éditoriales et expositions (galerie Daniel Maghen, etc.) consacrés à la fantasy connaissent un essor important, ce qui permet à des illustrateurs de mettre cette spécialité en avant. De multiples ouvrages pour apprendre à dessiner dans le style fantasy sont également édités.
L'illustration féerique doit beaucoup au succès des encyclopédies de Pierre Dubois, qui est à l'origine du regain d'intérêt pour les fées et le petit peuple en France. Dans les années 1990, il rédige ses Grandes Encyclopédies (des lutins, des fées et des elfes), illustrées par Claudine et Roland Sabatier. Il s'agit aussi d'une réaction au succès des mangas et de l'animation japonaise, lesquels mettent parfois en scène des êtres issus de folklore occidentaux.

## Genres
L'illustration de « fantasy » comporte plusieurs sous-genres. Il convient notamment de bien distinguer la fantasy proprement dite, issue en grande partie des romans de Tolkien, et l'illustration féerique qui met en scène des êtres du folklore et des légendes populaires, principalement inspirée du travail de l'anglais Brian Froud. 

## Illustrateurs

### De fantasy

#### Olivier Ledroit

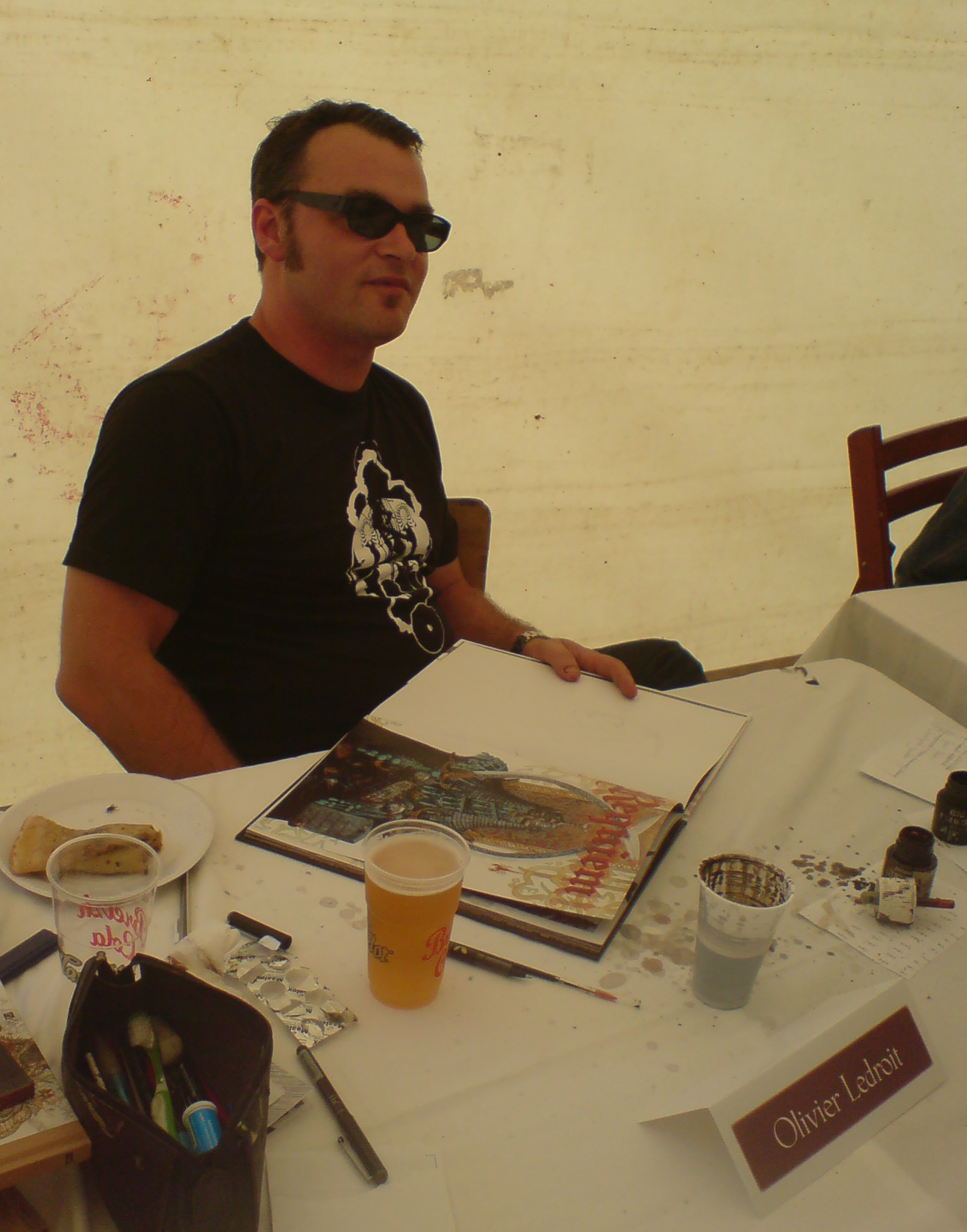
Olivier Ledroit à Comper en 2007.

Probablement le plus connu des illustrateurs français spécialisés en fantasy, il officie surtout dans le médiéval-fantastique bien qu'il ait réalisé des travaux sur la féerie, notamment L'Univers féerique d'Olivier Ledroit. Il est l'un des rares français qui travaillent aussi aux États-Unis.

#### Didier Graffet

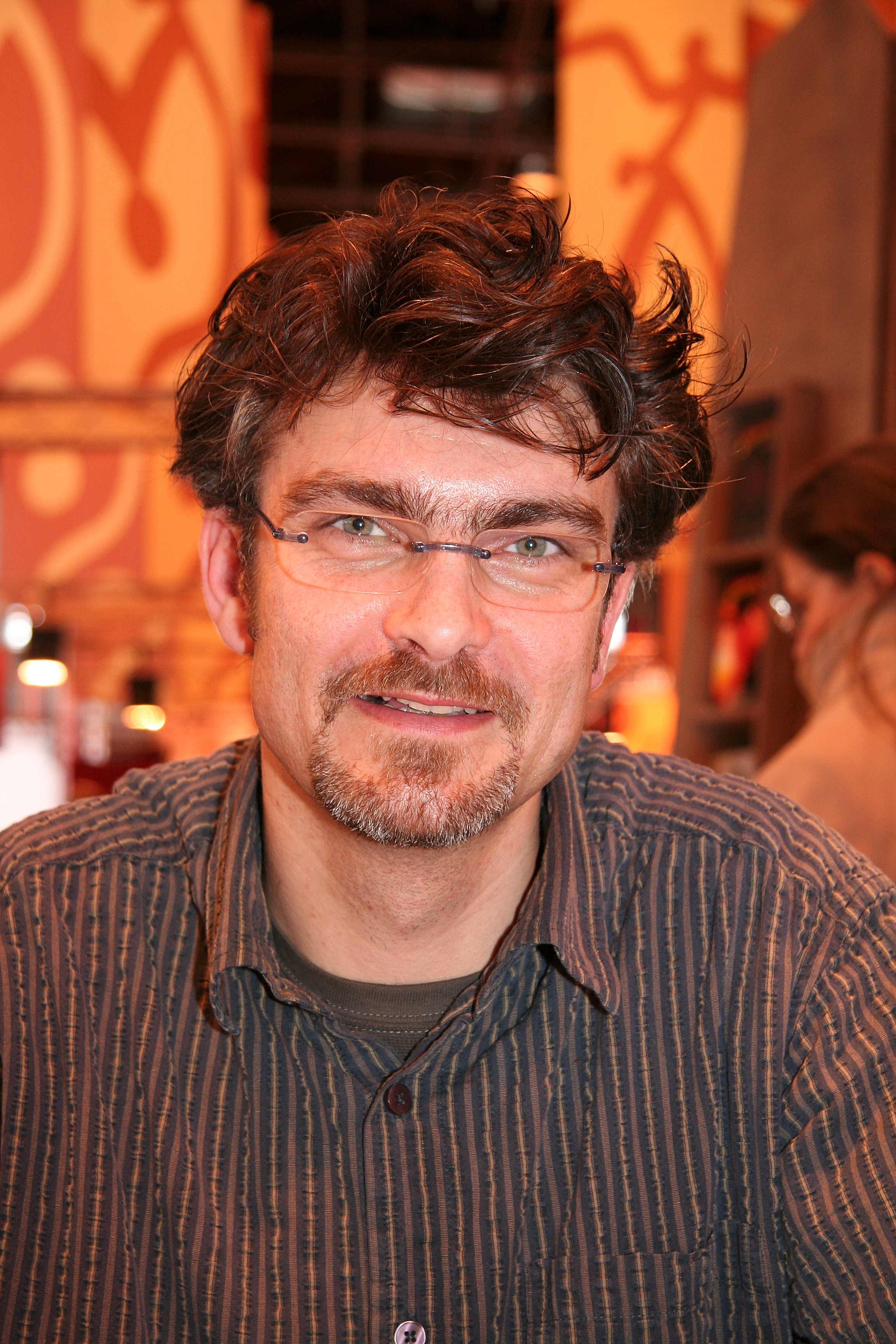
Didier Graffet au Salon du livre de Paris 2009.

Didier Graffet est surtout connu pour ses couvertures de livres, notamment pour les éditions Bragelonne. Ses thèmes favoris sont le voyage et la découverte d'autres mondes.

### De féerie

#### Bruno Brucéro

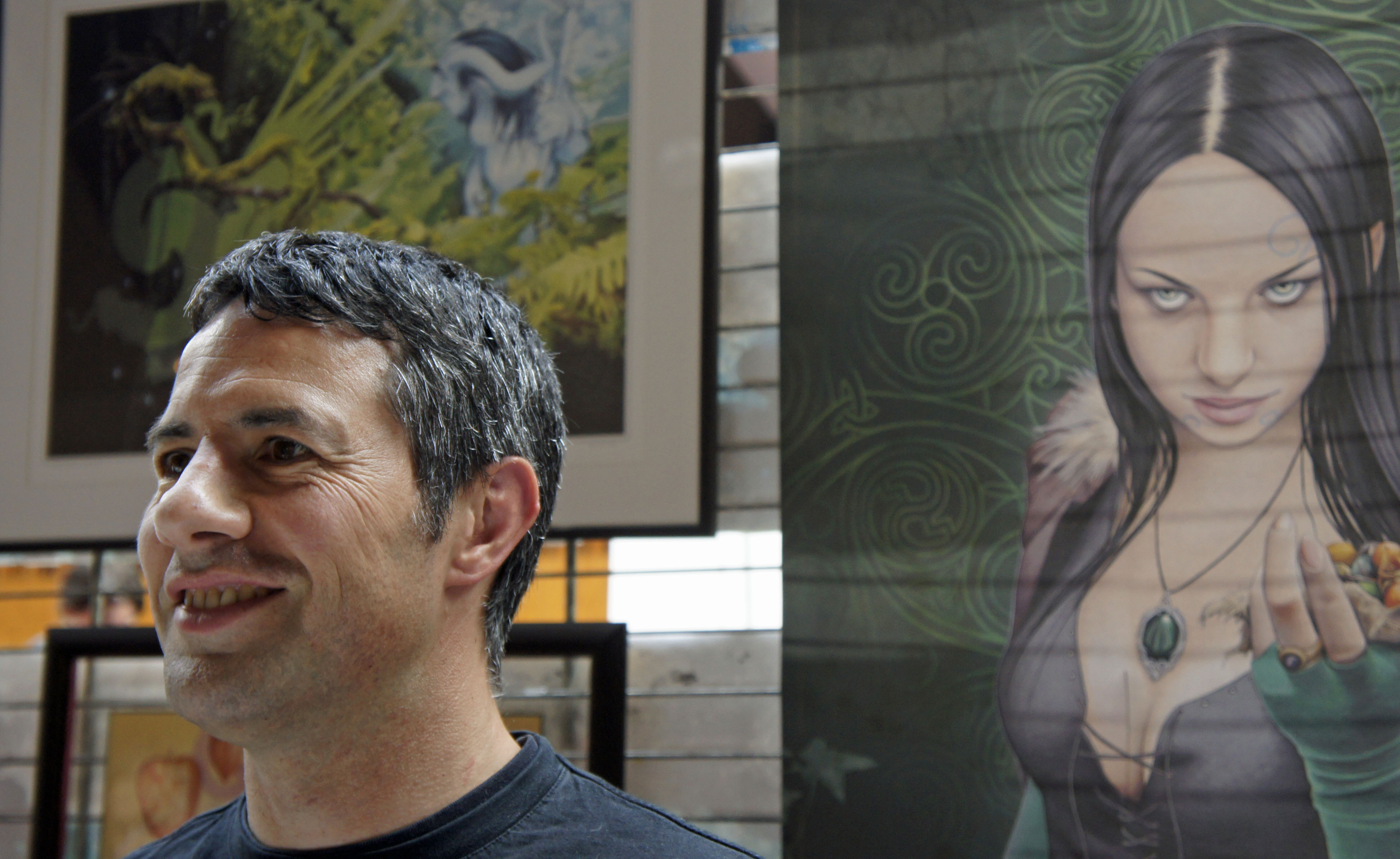
Bruno Brucéro au Printemps des Légendes 2012.

Bruno Brucéro est breton, né à Lorient. Il illustre principalement le légendaire de sa région natale avec ses fées, lutins, etc. Il illustre Le Livre secret de Merlin (textes de Katherine Quenot), À la recherche de la mandragore, et Druiz - La prophétie perdue écrits par Pascal Lamour. Il a réalisé les couvertures des trois romans de la trilogie La Légende de Kaelig Morvan de Romain Godest, ainsi que la couverture des Contes de la Roche aux Fées de Dominique Bussonnais. 

#### Charline

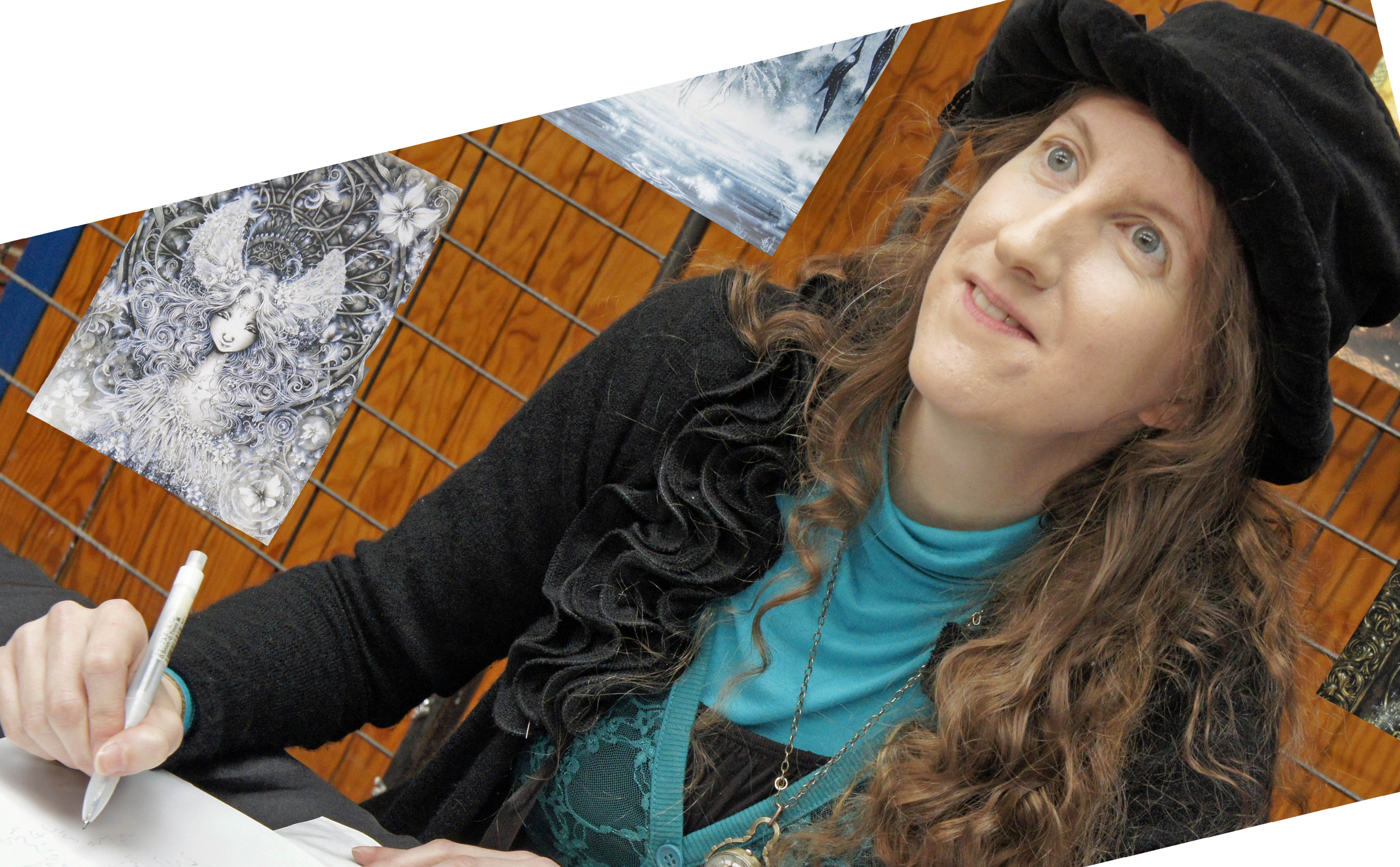
Charline au Printemps des Légendes 2012.

Originaire de Normandie où elle naquit le 25 février 1982, elle a déjà réalisé plusieurs livres. Son Encyclopédie du Petit Peuple : Fées, Nains, Elfes & Lutins est publiée par les Editions le Héron d'Argent. 

#### Jim Colorex

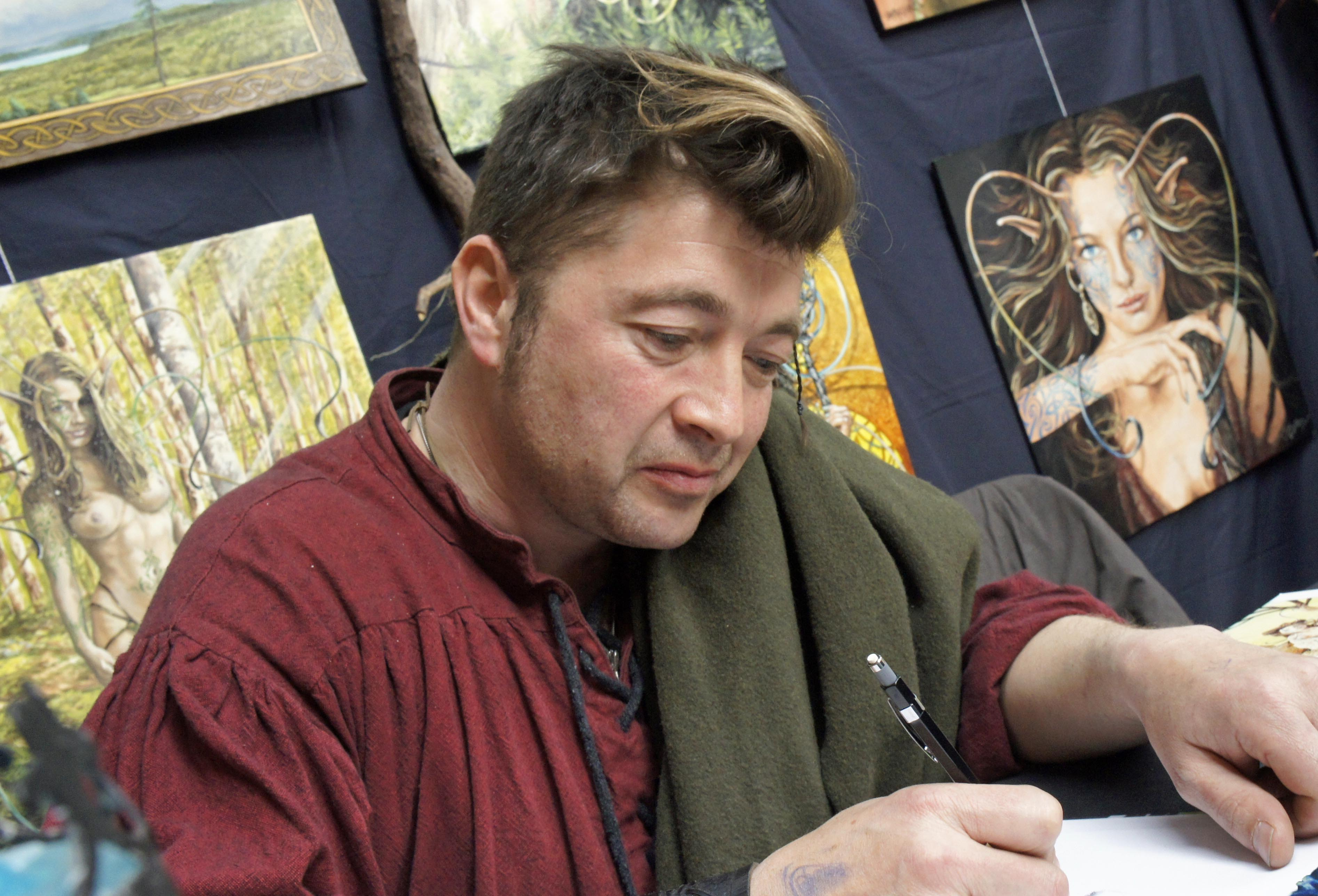
Jim Colorex au Printemps des Légendes 2012.

Jim Colorex est né en 1969, il a commencé avec un fanzine et s'est spécialisé dans la peinture décorative, grâce à des fresques, décors et trompe-l'œil. Depuis 1998, il peint des tableaux et expose dans le nord de la France et en Bretagne. Ses thématiques favorites sont les contes et légendes, et la culture celtique.

#### Christophe Duflot

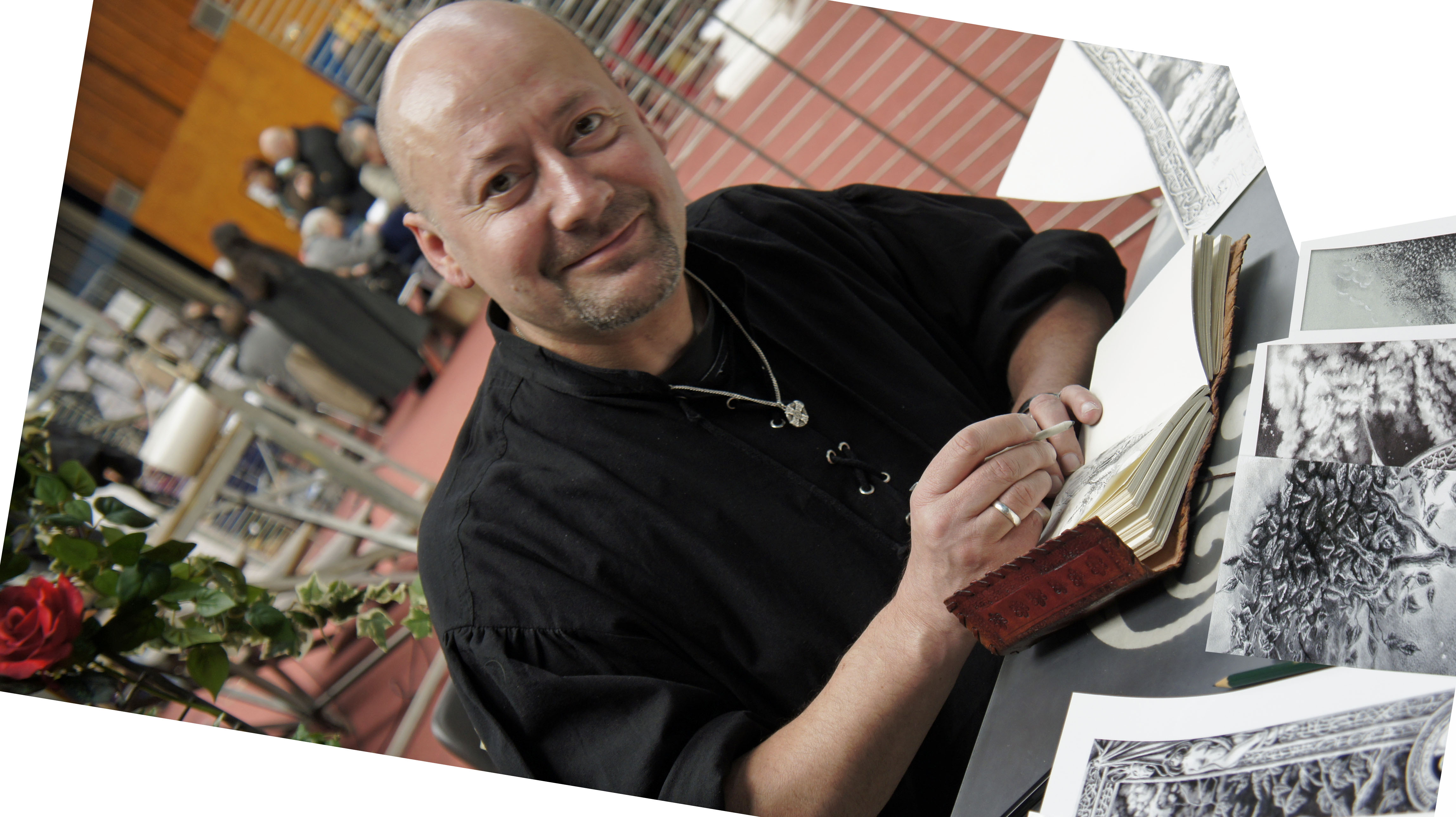
Christophe Duflot au Printemps des Légendes 2012.

Spécialement habile dans les crayonnés et les dessins à l'encre, il est surnommé « mage blanc ».

#### Erlé Ferronnière

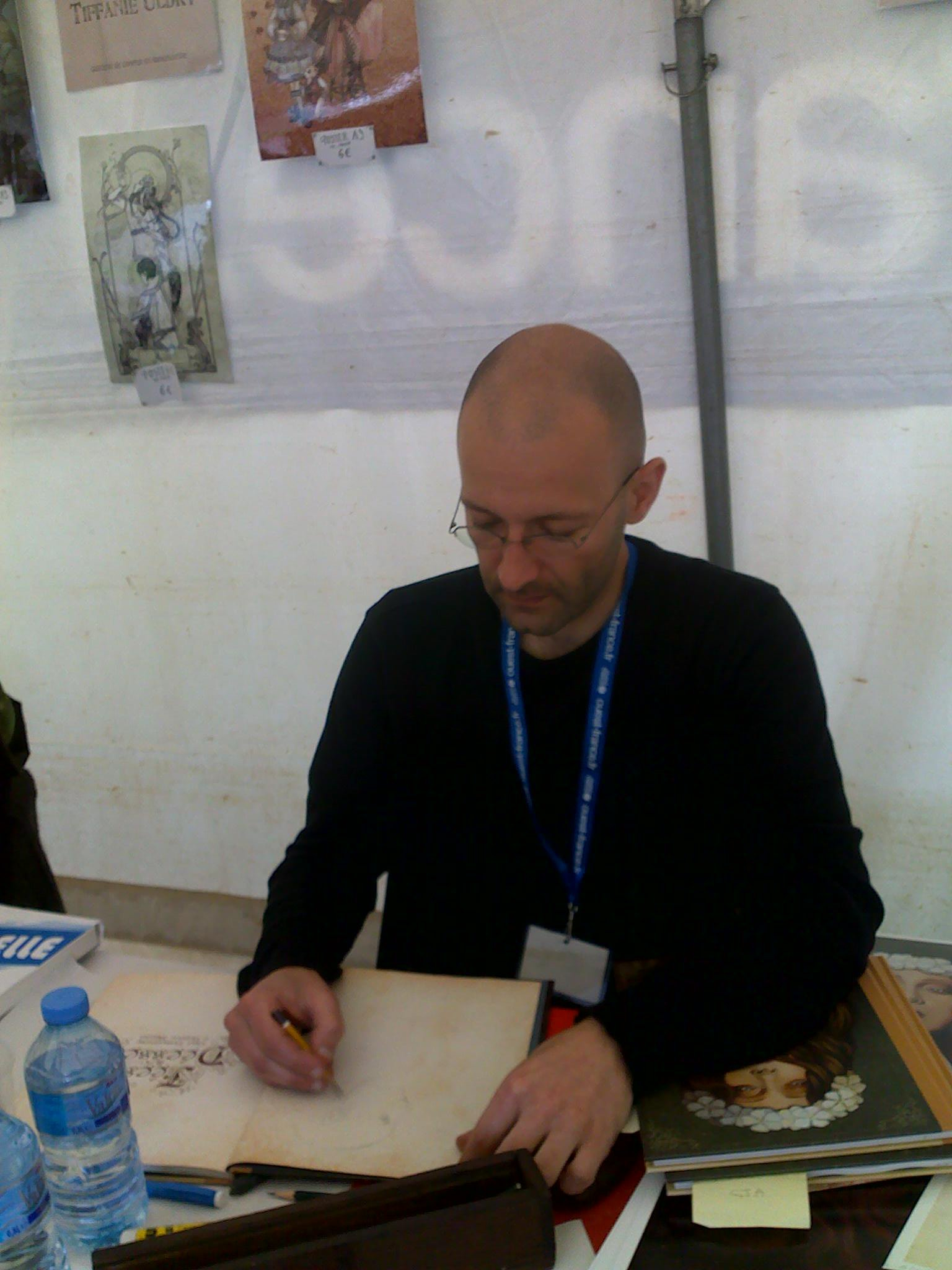
Erlé Ferronnière à Comper en juillet 2011.

Erlé Ferronnière a d'abord travaillé sur Halloween avant de collaborer avec Jean-Baptiste Monge sur les deux tomes de À la recherche de Féerie.

#### Sandrine Gestin

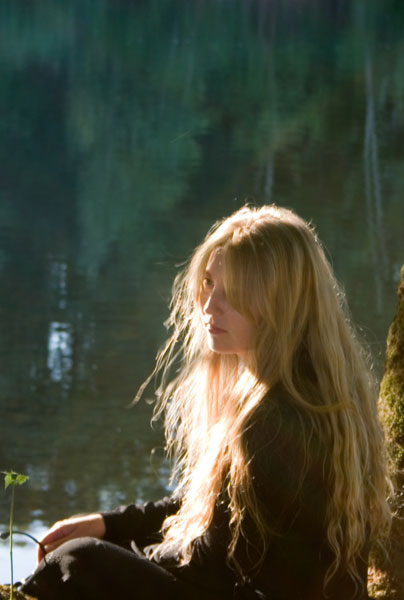
Sandrine Gestin.

Elle est connue pour ses peintures à l'huile représentant les êtres féeriques. La plupart de ses ouvrages sont publiés chez Au Bord des Continents.

#### Godo

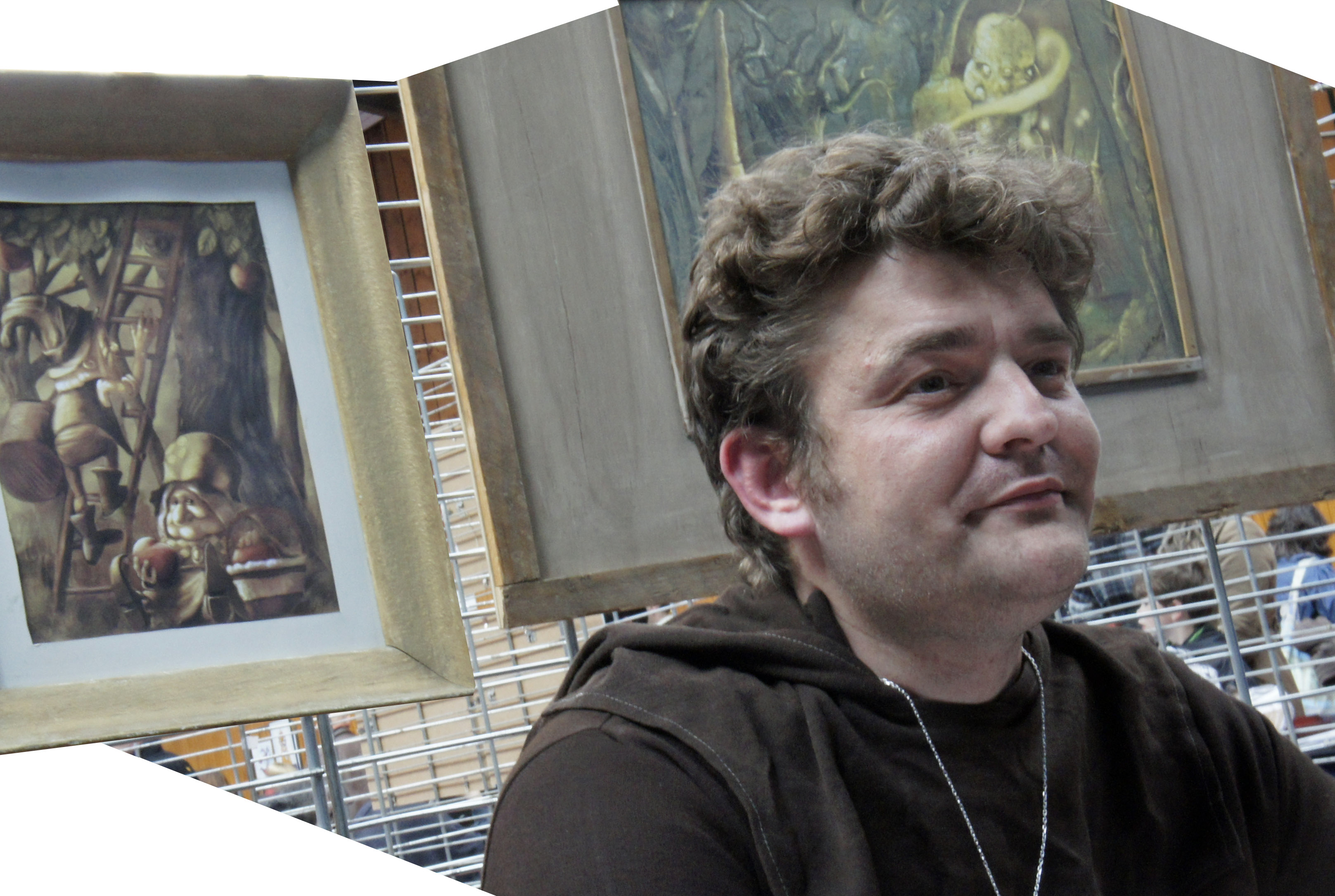
Godo au Printemps des Légendes 2012.

Godo illustre surtout des lutins. Après des débuts dans la carterie, il officie dans la bande dessinêe, les figurines, le jeu de rôle et les couvertures de livres. Il s'est lancé dans l'organisation de festivals avec Les Féeries du Bocage, à Voulx en juin 2012.

#### Hervé Gourdet

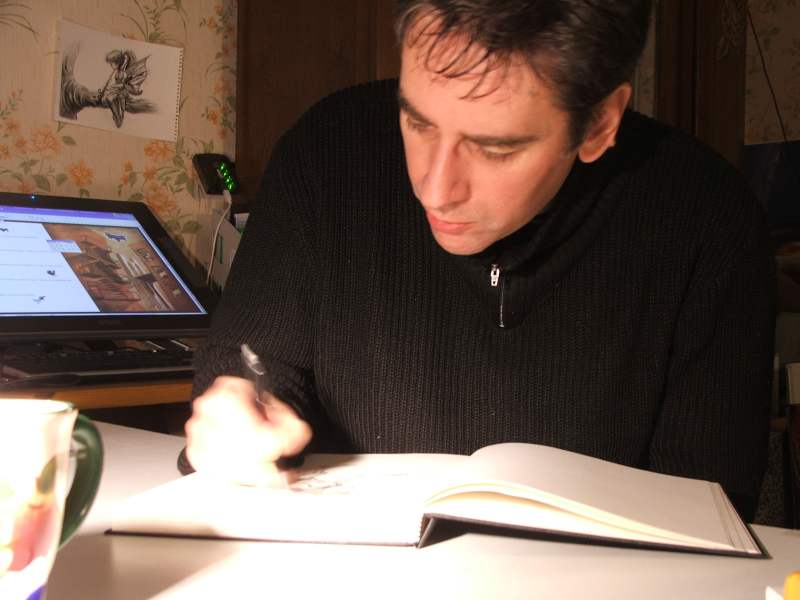
Hervé Gourdet au travail chez lui, dans les Ardennes.

Hervé Gourdet est un illustrateur ardennais spécialisé dans le légendaire de sa région, ayant travaillé sur le Guide de la féerie en Ardennes, préfacé par Pierre Dubois, et une adaptation des Quatre fils Aymon.

#### René Hausman

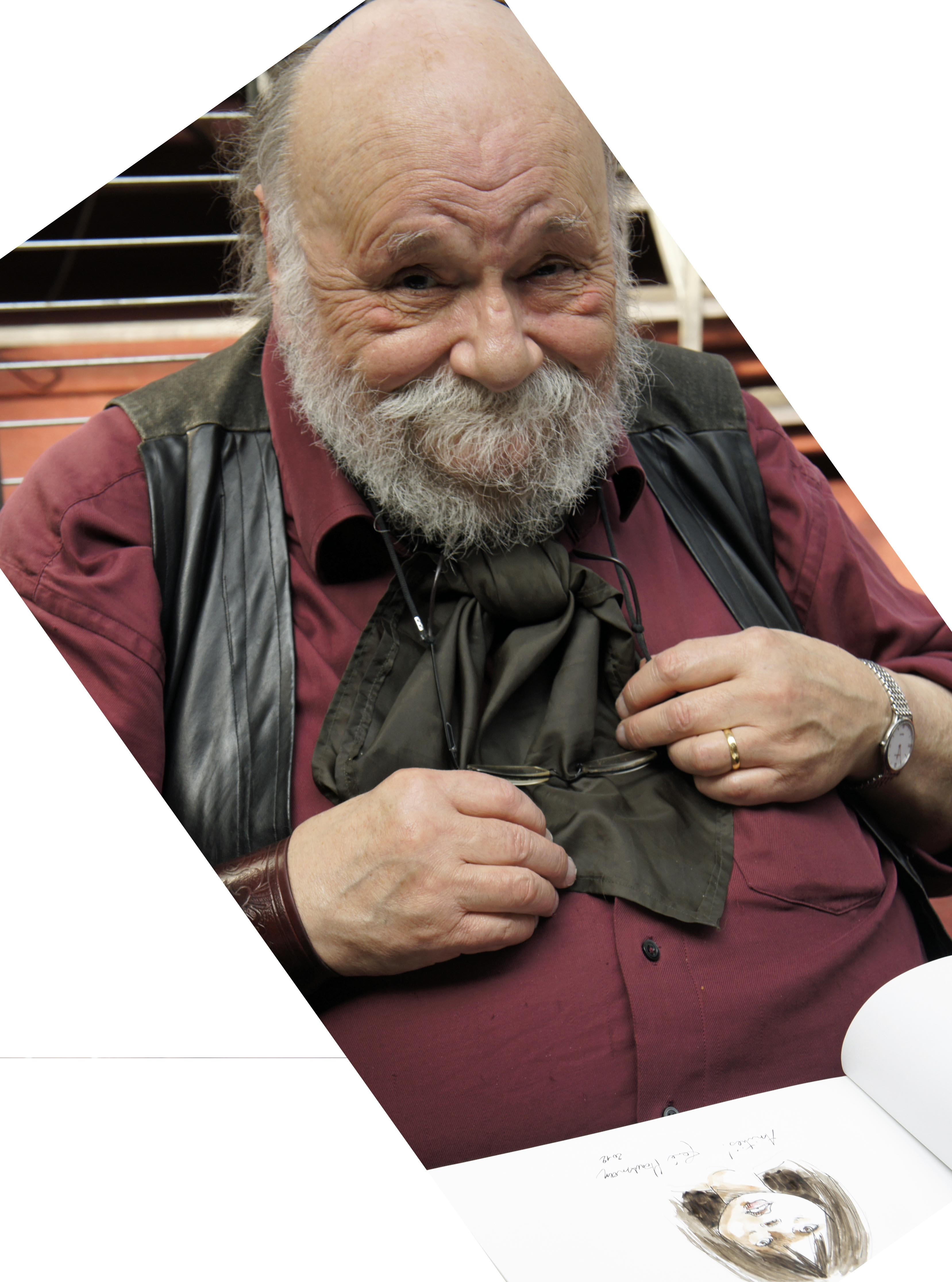
René Hausman.

René Hausman est un illustrateur belge né en 1936, invité régulièrement sur des festivals français. Il collabore avec Pierre Dubois pour le journal Spirou dans les années 1980, sur une série de fiches au sujet des créatures du folklore populaire. 

#### Alexandre Honoré

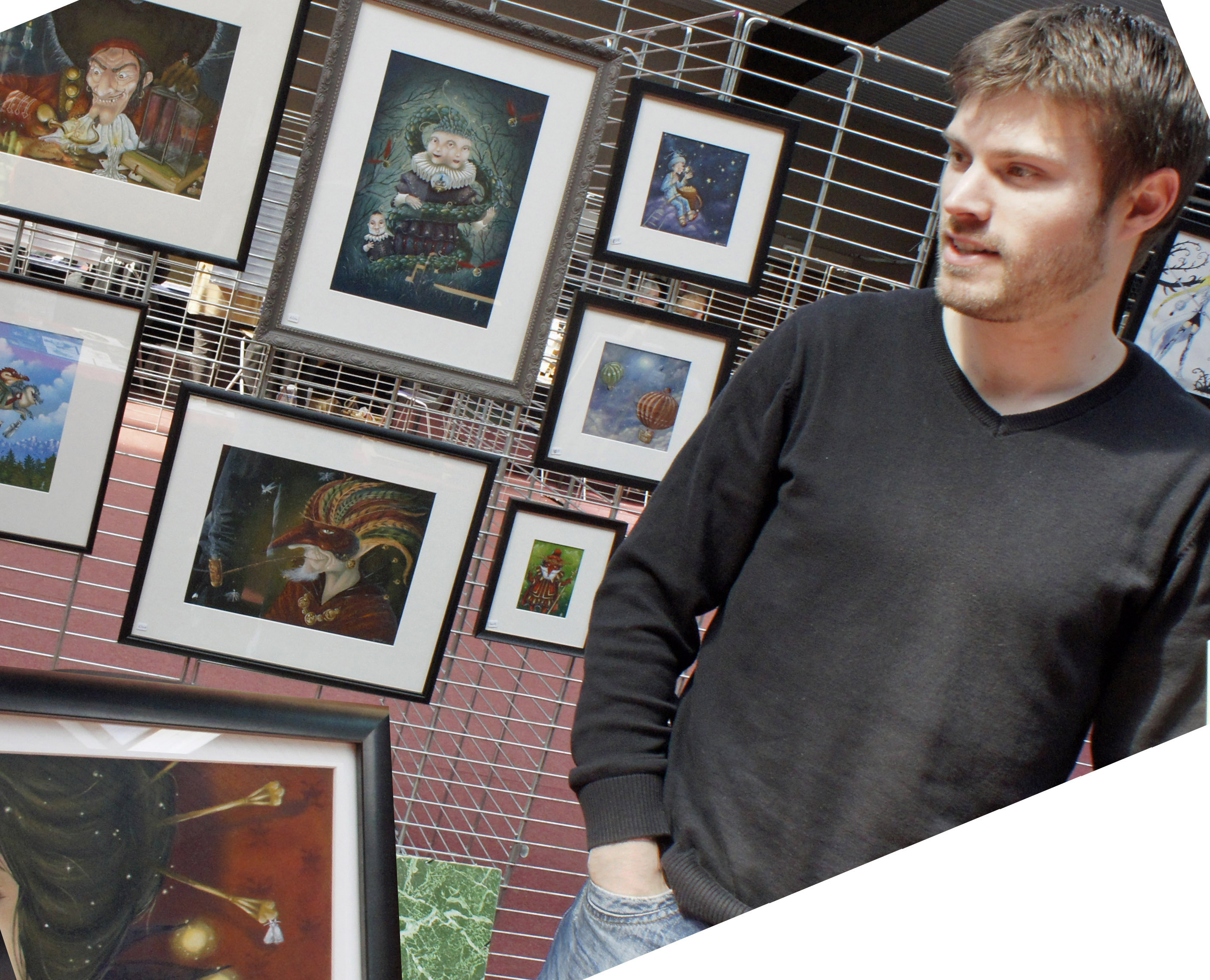
Alexandre Honoré devant quelques œuvres lors du Printemps des Légendes 2012.

Jeune illustrateur essayant d'aborder le féérique par de nouveaux paysages, de nouvelles créatures. Il illustre également pour la jeunesse et dans le registre de l'imaginaire, notamment pour les Editions le Héron d'Argent et les éditions Piccolia. 

#### Vincent Joubert

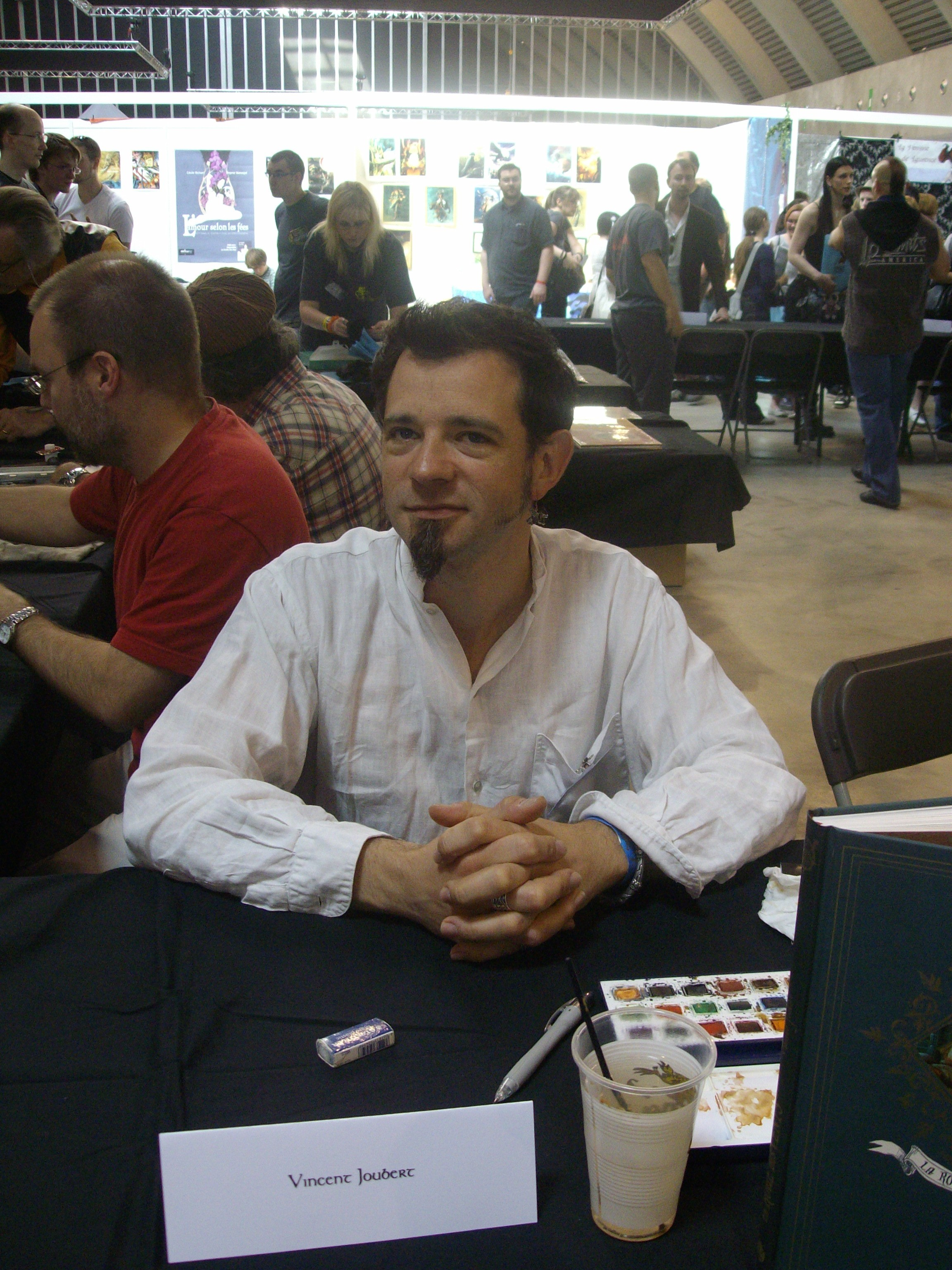
Vincent Joubert au festival Troll et légendes.

Prolixe illustrateur de féerie.

#### Pascal Moguérou
Spécialiste des Korrigans.

#### Jean-Baptiste Monge

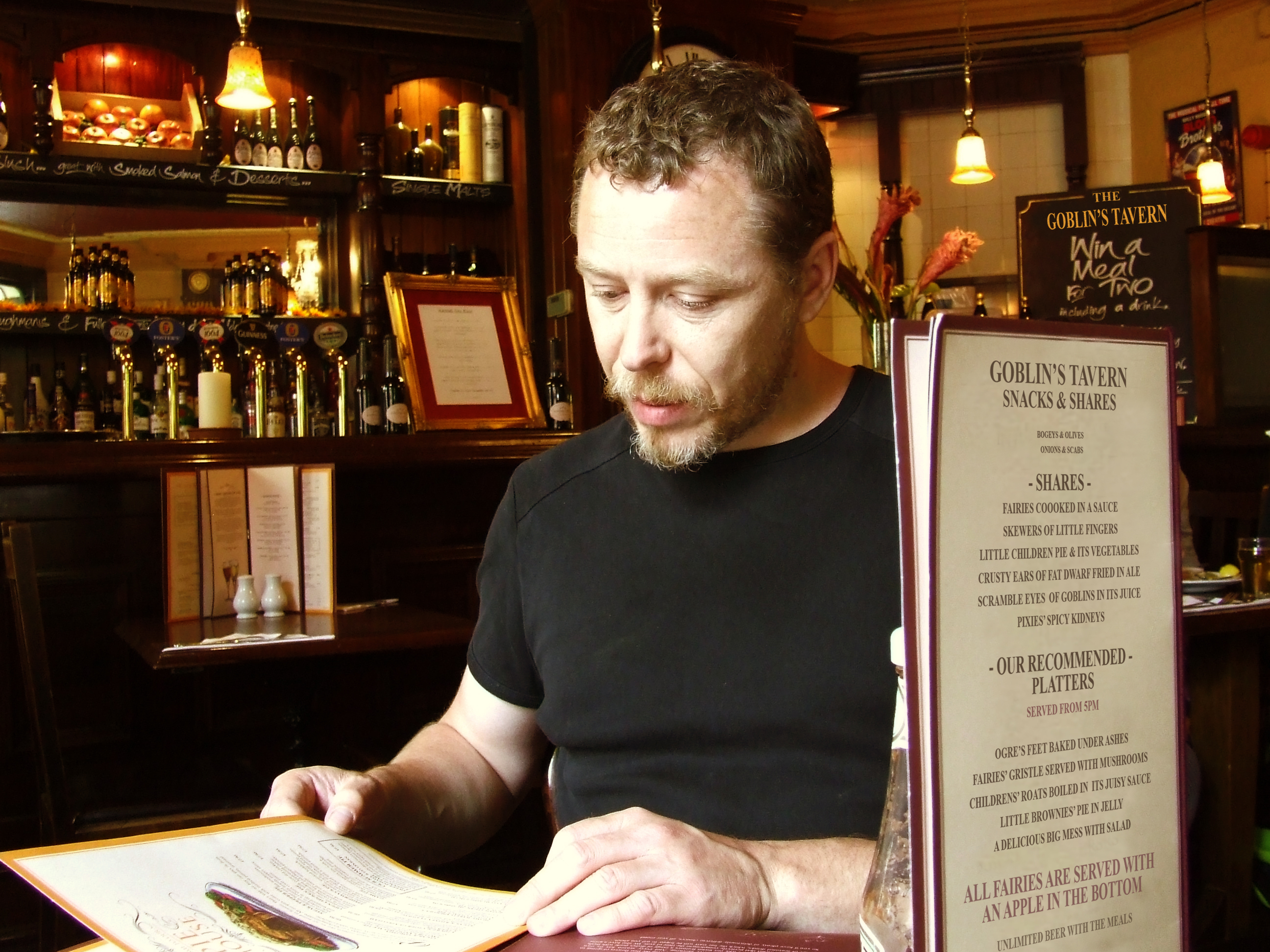
Jean-Baptiste Monge.

Jean-Baptiste Monge illustre abondamment fées, lutins et autres créatures du petit peuple, entre autres dans A la recherche de Féerie Tomes I et II, son Carnet de croquis, Celtic Faeries... Mais également des dragons dans les collectifs L'Univers des Dragons.

#### Séverine Pineaux
Séverine Pineaux a un univers personnel tourné vers les représentations d'êtres-arbres, mi végétaux et mi-humains ou animaux. Sa série Ysambre, composée de deux tomes, Le Monde-arbre et La Femme-graine, a été primée  au Printemps des Légendes de Monthermé. Elle a également illustré un Grand bestiaire des légendes mettant en scène des sirènes, licornes, et autres chimères.

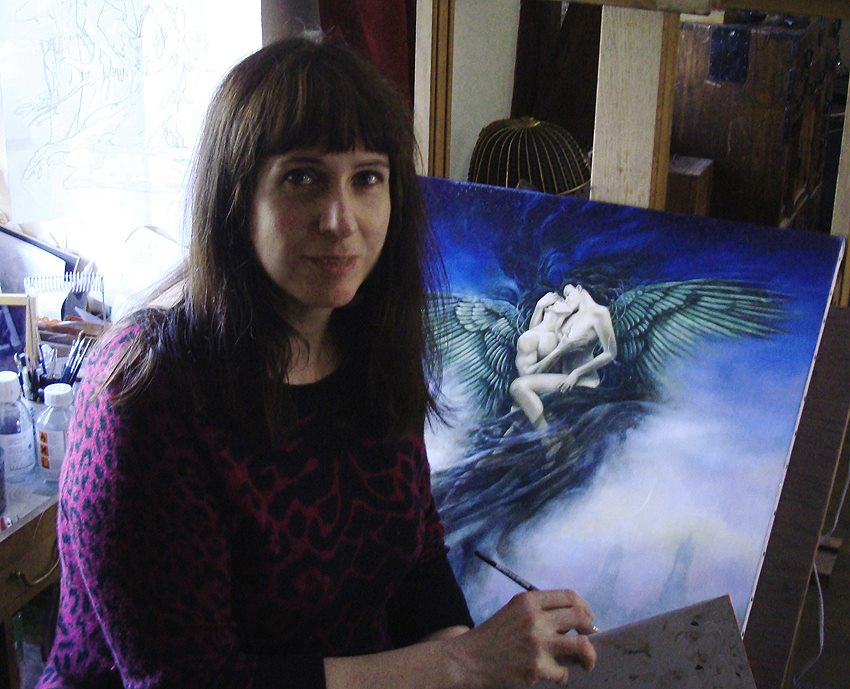

#### Erwan Seure-Le Bihan

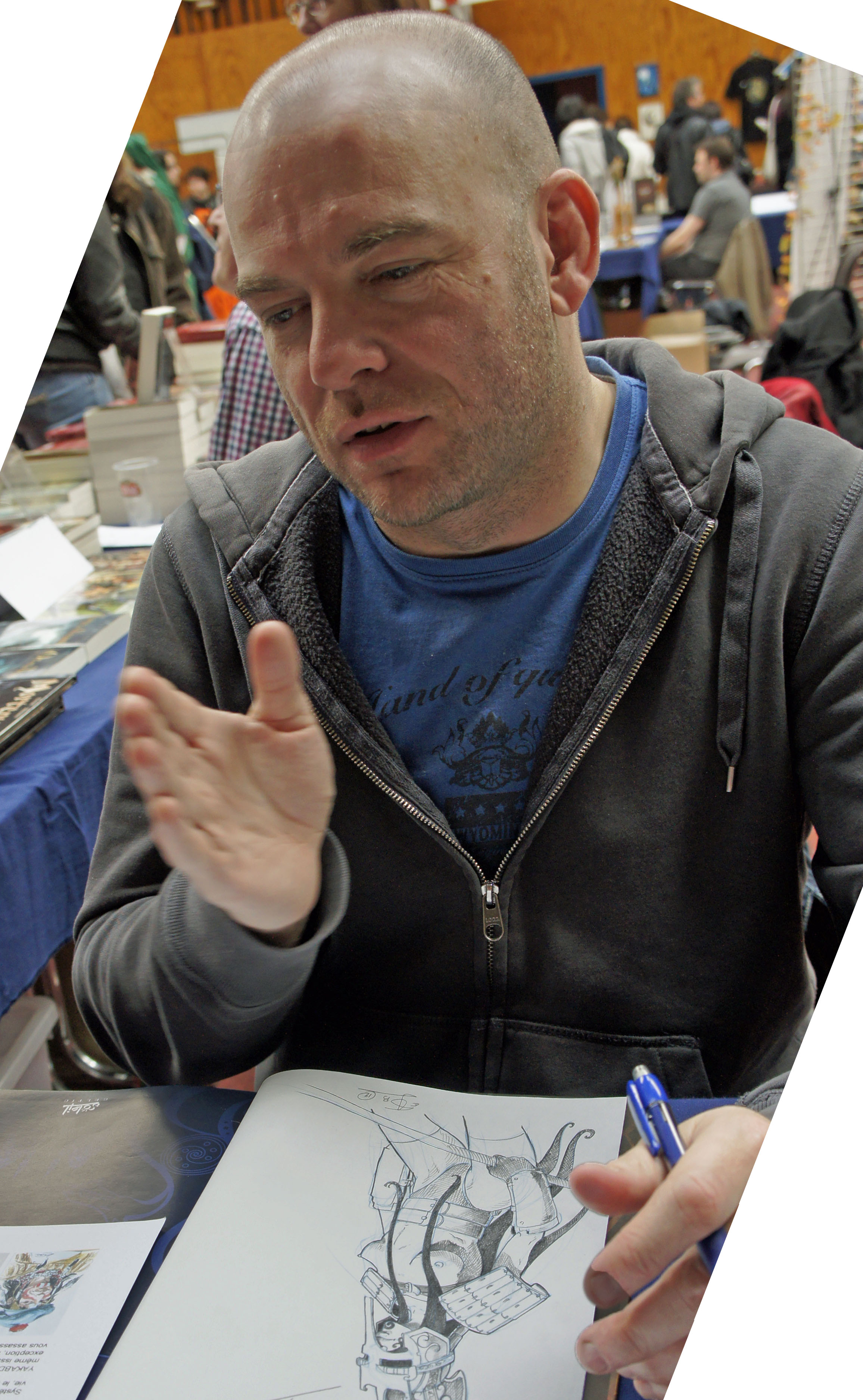
En dédicace pendant le Printemps des Légendes.

Il dessine autant de bestiaires que de monuments.

### De Gothique, et autres styles

#### Élian Black'mor
Connu par sa série consacrée aux dragons.

#### Camille Renversade
Spécialiste des cryptides, récompensé pour l'ouvrage Dragons et Chimères écrit avec Pierre Dubois.

#### Linda Bergkvist
Artiste et coloriste numérique suédoise qui s'illustre dans un univers fantasy, féérie, gothique. Elle s'inspire des contes et met l'accent sur l'irréel. Aussi connue sous le pseudonyme Enayla.
Elle usait notamment de la technique du photobashing, qui consiste en l'intégration de photographies dans le dessin numérique, ce qui lui valut d'être au cœur d'une vague de cyberharcèlement qui la conduisit à mettre fin à sa carrière d'artiste. Cet épisode n'a pas été documenté, mais les commentaires sur son compte Deviantart en témoignent. L'artiste n'a plus aucune présence sur internet depuis 2006.

#### Guillaume Sorel
Illustrateur et auteur de bande dessinée, Guillaume Sorel est plus particulièrement connu et reconnu sur le thème du fantastique et de la fantasy.

## Prix
En France, il existe deux prix littéraires spécialement dédiés aux ouvrages illustrés de style fantasy et féerique, le prix Oriande et le prix Imaginales. En 2010, le Prix Oriande a récompensé Gérard Trignac et Julien Delval pour Abyme, le guide de la Cité des ombres, et Séverine Pineaux a obtenu une mention pour Ysambre. En 2012, Séverine Pineaux obtient le prix du meilleur livre illustré pour Gothic Faerie aux éditions Au Bord des Continents, et René Hausman le prix spécial de l'illustrateur de féerie.

Le Prix Imaginales d'Illustration est attribué chaque année depuis 2002 :  « les lauréats des Prix Imaginales 2002-2012 ».